# Neuroxena albofasciata
Neuroxena albofasciata är en fjärilsart som beskrevs av Druce 1910. Neuroxena albofasciata ingår i släktet Neuroxena och familjen björnspinnare. Inga underarter finns listade i Catalogue of Life.